# Craig Watson (triatleet)
Craig Robert Watson (Invercargill, 2 juni 1971), bijgenaamd Wattie, is een voormalig Nieuw-Zeelands triatleet.

## Biografie
Zowel in 2000 als in 2001 behaalde hij een derde plaats tijdens het wereldkampioenschap triatlon op de olympische afstand. Watson deed in 2000 mee aan de eerste triatlon op de Olympische Zomerspelen van Sydney. Daar eindigde hij 16e met een tijd van 1:50.01,85.
Nadat hij een zesde plaats behaalde tijdens het WK triatlon op de olympische afstand in Queenstown (Nieuw-Zeeland) en zich daarmee niet kwalificeerde voor de Olympische Spelen van 2004 in Athene, is hij gestopt met het doen van triatlons.
Hij is getrouwd met de Franse triatlete Hélène Salomon. Samen hebben ze twee dochters genaamd Julie en Leilani en runnen samen een triatlon-kledingwinkel genaamd "KiWaMi".

## Palmares

### triatlon
- 1998: 33e WK olympische afstand in Lausanne - 2:00.37
- 1999: 13e WK olympische afstand in Montreal - 1:46.13
- 2000:  WK olympische afstand (Australië)
- 2000: 16e Olympische Spelen in Sydney - 1:50.01,85
- 2001:  WK olympische afstand (Canada)
- 2002: 8e Gemenebestspelen in Manchester
- 2003: 6e WK olympische afstand (Nieuw-Zeeland)